# 1922 a sportban
1922 főbb sporteseményei a következők voltak:

## Események
- Az MTK tizedszer nyeri meg az NB1-et.
- XV. magyar gyorskorcsolya bajnokság, melynek férfi nagytávú összetett versenyét Déván István nyeri.[1]

## Születések
- ? – Beke Imre, labdarúgó († ?)
- január 4. – Karl-Erik Nilsson, olimpiai bajnok svéd birkózó († 2017)
- január 16. – Deák Ferenc, labdarúgó, rekorder gólkirály († 1998)
- január 21. – Rhona Wurtele, kanadai alpesi síelő, olimpikon, US Ski and Snowboard Hall of Fame and Museum és Canadian Ski Hall of Fame-tag († 2020)
- január 27. – Bergljot Sandvik-Johansen, norvég tornász, olimpikon († 2020)
- február 15. – Karakas Éva, sakkozó, női nagymester, nyolcszoros magyar bajnok, mesteredző († 1995)
- február 16. – Joseph Mermans, belga válogatott labdarúgócsatár († 1996)
- március 3. – Hidegkuti Nándor világhírű magyar labdarúgó, az Aranycsapat kiemelkedő csatára († 2002)
- március 4. – Xenia Stad-de Jong, olimpiai bajnok holland atléta († 2012)
- március 7. – Csányi György, olimpiai bronzérmes, Európa-bajnok atléta († 1978)
- március 8. – Carl Furillo, World Series bajnok amerikai baseballjátékos († 1989)
- április 21. – Daniel McKinnon, olimpiai ezüstérmes amerikai jégkorongozó († 2017)
- május 18. – Gil Coan, amerikai baseballjátékos († 2020)
- május 22. – Stellan Nilsson, olimpiai bajnok svéd válogatott labdarúgó († 2003)
- május 26. – Charlie Wayman, angol labdarúgó († 2006)
- május 29. – Joe Weatherly, amerikai autóversenyző († 1964)
- június 7. – Jacques Lataste, olimpiai és világbajnok francia tőrvívó († 2011)
- június 22. – Osvaldo Fattori, olasz válogatott labdarúgó, hátvéd († 2017)
- július 10. – Jake LaMotta, világbajnok amerikai profi ökölvívó († 2017)
- július 17. – Halit Deringör, török válogatott labdarúgó, csatár († 2018)
- augusztus 14. – Leslie Marr, brit autóversenyző, Formula–1-es pilóta († 2021)
- augusztus 15. – Tilli Endre, olimpiai bronzérmes, világbajnok tőrvívó († 1958)
- augusztus 19. – Léopold Anoul, belga válogatott labdarúgócsatár, edző († 1990)
- szeptember 11. – Carolyn Welch, amerikai műkorcsolyázó († 2020)
- szeptember 17. – Frank Spellman, olimpiai bajnok amerikai súlyemelő († 2017)
- szeptember 19. – Emil Zátopek, olimpiai és Európa-bajnok cseh atléta († 2000)
- október 8. – Nils Liedholm, olimpiai bajnok és világbajnoki ezüstérmes svéd válogatott labdarúgó, edző († 2007)
- november 2. – Ria Falk, olimpiai, világ- és Európa-bajnok német műkorcsolyázó († 1986)
- november 6. – Joe Klukay, Stanley-kupa-győztes kanadai jégkorongozó († 2006)
- november 19. – Gazsó János, pánamerikai játékok ezüstérmes magyar származású argentin válogatott kosárlabdázó, olimpikon († 2003)
- november 30. – Boros Aurél, román válogatott magyar labdarúgó, kapus

## Halálozások
| Halálozás    | Név             | Nemzetiség, sportág, eredmények                                                                    | Születés |
| ------------ | --------------- | -------------------------------------------------------------------------------------------------- | -------- |
| január 21.   | Orator Shafer   | amerikai baseballjátékos                                                                           | 1850     |
| február 22.  | Frithjof Olsen  | olimpiai bajnok, ezüstérmes és bronzérmes norvég tornász                                           | 1883     |
| február 23.  | C. I. Taylor    | amerikai baseballjátékos és edző                                                                   | 1875     |
| április 14.  | Cap Anson       | amerikai baseballjátékos, National Baseball Hall of Fame and Museum tag                            | 1852     |
| május 4.     | Bill Daley      | amerikai baseballjátékos                                                                           | 1868     |
| november 6.  | Morgan Bulkeley | amerikai politikus, üzletember, baseball liga elnök, National Baseball Hall of Fame and Museum tag | 1837     |
| november 7.  | Sam Thompson    | amerikai baseballjátékos, National Baseball Hall of Fame and Museum tag                            | 1860     |
| december 25. | Wes Fisler      | amerikai baseballjátékos                                                                           | 1841     |